# Nebulosa do Caranguejo
A Nebulosa do Caranguejo (também catalogado como Messier 1, NGC 1952, Taurus A) é um remanescente de supernova e uma nebulosa de vento de pulsar na constelação do Touro. A nebulosa foi primeiramente observada por John Bevis em 1731 e corresponde a uma brilhante supernova (SN 1054) registrada por astrônomos chineses e árabes em 1054. A nebulosa é a mais intensa fonte de raios X e gama para energias acima de 30 KeV, com fluxo de energia luminosa acima de 1012 eV. Dista a cerca de 6 500 anos-luz (2 quiloparsecs) da Terra e tem um diâmetro de 11 anos-luz (3,4 parsecs), expandindo-se a uma taxa de aproximadamente 1 500 quilômetros por segundo.
No centro da nebulosa há o Pulsar do Caranguejo, uma estrela de nêutrons com 28 a 30 quilômetros de diâmetro, que emite pulsos periódicos de radiação que abrange quase todo o espectro eletromagnético, com uma frequência de 30,2 vezes por segundo, evidenciando uma rotação com período de apenas 33 milissegundos. Foi o primeiro objeto astronômico associado a uma explosão de supernova.
Age como uma fonte de radiação para o estudo de corpos celestes que, por vezes, a ocultam. Na década de 1950 e 1960, a coroa solar foi mapeada a partir de observações das ondas de rádio da nebulosa que passaram através dela. Em 2003, a espessura da atmosfera de Titã, satélite de Saturno, foi medida através do bloqueio de raios-X provenientes da nebulosa pela atmosfera do satélite.

## Origem e história observacional
O remanescente de supernova foi descoberto em 1731 pelo astrônomo John Bevis, incluindo o objeto ao seu atlas estelar intitulado Uranographia Britannica. Independentemente, o astrônomo francês Charles Messier descobriu-a em 28 de agosto de 1758 e confundiu-a com um cometa de brilho fraco enquanto aguardava o retorno do cometa Halley. Após confirmar que o objeto não possuía movimento próprio, o astrônomo francês catalogou-a como a primeira entrada de seu famoso catálogo. Essa descoberta levou-o a compilar seu catálogo, iniciando a procura de novos objetos do céu profundo com o auxílio de um telescópio, com o intuito de evitar novos enganos.
A nebulosa ganhou esse nome devido a um esboço feito por William Parsons, Conde de Rosse, em 1844, que se referiu ao objeto como a "Nebulosa do Caranguejo" devido à semelhança de seu desenho com o animal. Devido à sua estrutura filamentária, o astrônomo William Herschel afirmou erroneamente que a nebulosa poderia ser resolvida como um aglomerado estelar com o auxílio de telescópios mais potentes, embora Messier e o astrônomo alemão Johann Elert Bode afirmassem que o objeto era de fato uma nebulosa gasosa. O filho de Herschel, John Herschel, e o astrônomo inglês William Lassell chegaram a afirmar, erroneamente, que observaram, com dificuldades, as estrelas individuais do "possível aglomerado".
No final do século XIX, as primeiras fotografias espectroscópicas revelaram a natureza gasosa da nebulosa. Sua primeira fotografia foi obtida em 1892 com o auxílio de um telescópio de 20 polegadas de abertura. As primeiras investigações científicas de seu espectro foram realizadas entre 1913 e 1915 pelo astrônomo americano Vesto Melvin Slipher, concluindo que as linhas de espectro de emissão estavam desviadas e divididas, e que a razão para isso era o efeito Doppler: partes da nebulosa estavam se aproximando da Terra enquanto outras partes estavam se afastando. Roscoe Frank Sanford descobriu que o espectro consistia-se de duas partes principais: a primeira componente, vermelha, forma uma rede caótica de filamentos brilhantes, cujas linhas espectrais são semelhantes a nebulosas difusas ou planetárias. A segunda componente, azul, forma o restante da nebulosa e não apresenta linhas espectrais destacadas.
Heber Doust Curtis classificou o objeto como uma nebulosa planetária, baseado em fotografias tiradas no Observatório Lick Carl Otto Lampland notou alguns movimentos e mudanças de brilho notáveis dos componentes individuais da nebulosa, enquanto estava comparando fotografias de alta qualidade tiradas em 1921 com o auxílio de seu telescópio refrator de 42 polegadas no Observatório Lowell. John Charles Duncan descobriu que o objeto estava se expandindo a uma taxa de 0,2 segundos de grau por ano ao comparar fotografias tomadas em um período de 11,5 anos no Observatório Monte Wilson, concluiu que a expansão da nebulosa devia ter se iniciado 900 anos antes. Ainda em 1921, o astrônomo sueco Knut Lundmark percebeu a proximidade cronológica do início da expansão da nebulosa com a supernova de 1054.
Uma análise mais criteriosa concluiu que a supernova que criou a Nebulosa do Caranguejo provavelmente surgiu em abril ou início de maio de 1054, tendo alcançado seu brilho máximo por volta de julho, com magnitude aparente entre -7 e -4,5, mais brilhante do que todos os corpos celestes no céu noturno, exceto a Lua. A supernova foi visível a olho nu por cerca de dois anos após a sua primeira observação. Graças às observações registradas pelos astrônomos chineses e árabes em 1054, a Nebulosa do Caranguejo se tornou o primeiro objeto astronômico reconhecido ligado a uma explosão de supernova.

## Condições físicas

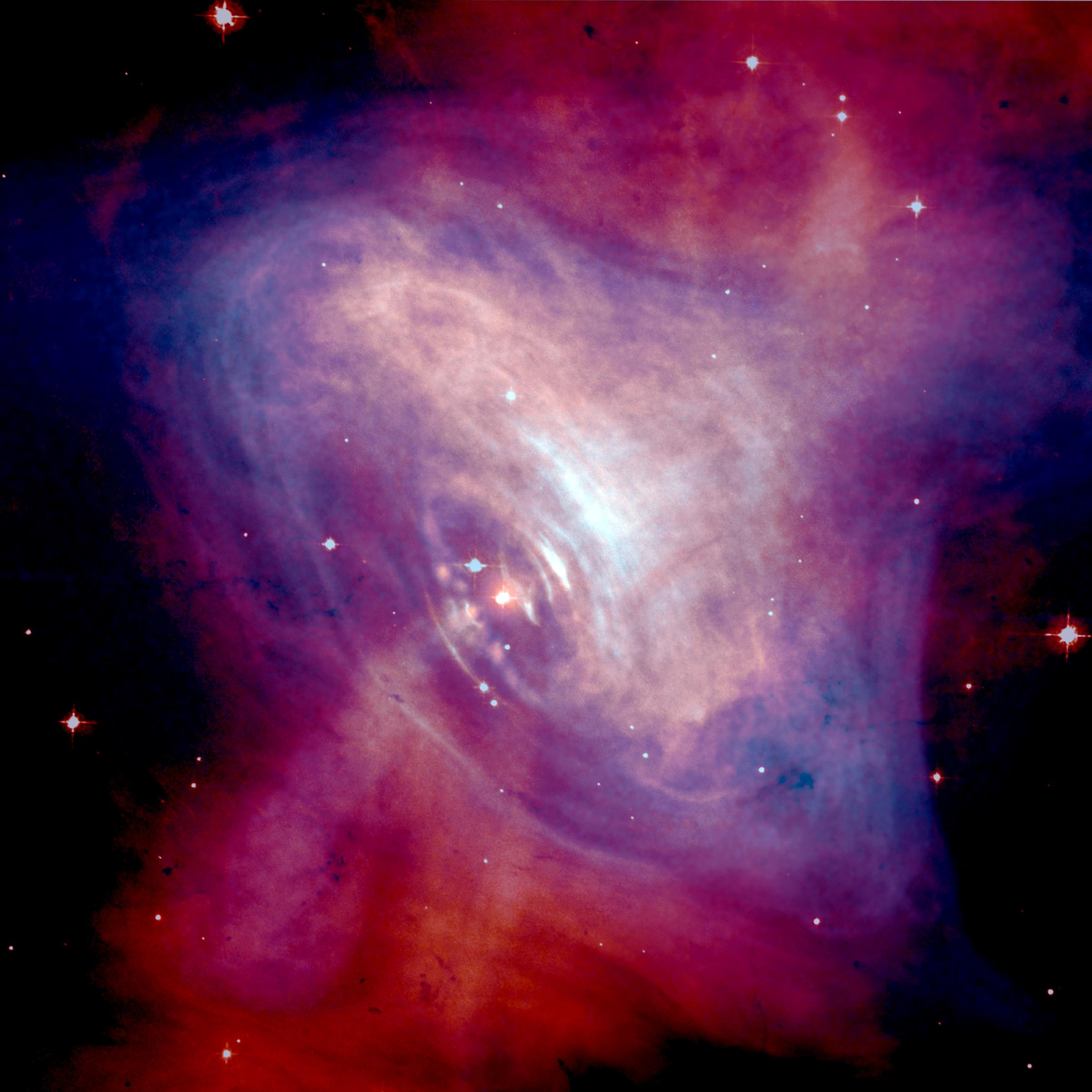
O Pulsar do Caranguejo. Esta imagem combina informações ópticas do Hubble (em vermelho) e imagens de raios-X do Observatório de raios-X Chandra (em azul).

Considerando-se a luz visível, a Nebulosa do Caranguejo é composta de uma massa oval de filamentos, com diâmetro angular de aproximadamente 6x4 minutos de arco em torno de uma região central azul difusa. Como comparação, a lua cheia tem 30 minutos de arco de diâmetro. Em três dimensões, especula-se que a nebulosa tenha a forma de um esferoide prolato.  Ao longo de sua maior dimensão visível, a nebulosa mede cerca de (13 ± 3) anos-luz.[carece de fontes?]
Os filamentos observados são restos da atmosfera da estrela progenitora e consistem basicamente de hélio e hidrogênio ionizado, juntamente com carbono, oxigênio, nitrogênio, ferro, neônio e enxofre. A temperatura dos gases nesses filamentos é de 11 000 a 18 000 kelvin e sua densidade é de 1 300 partículas por centímetro cúbico.
Em 1953, o russo Iosif Shklovsky propôs que a região azul difusa fosse produzida por radiação síncrotron, que é a radiação emitida pelo movimento curvilíneo de elétrons em velocidades próximas à velocidade da luz. Três anos depois, a hipótese foi confirmada a partir das observações. Na década de 1960, verificou-se que a origem das trajetórias curvas dos elétrons era devida ao forte campo magnético produzido por uma estrela de nêutrons no centro da nebulosa.[carece de fontes?]
A Nebulosa do Caranguejo é foco de muita atenção dos astrônomos, mas a sua distância à Terra permanece uma questão em aberto devido às grandes incertezas em cada método utilizado para calcular sua distância. Fotografias tomadas ao longo de vários anos revelam a lenta expansão da nebulosa, e comparando esta expansão angular observada no céu com a sua velocidade de expansão determinada através da análise espectroscópica, a distância da nebulosa em relação à Terra pode ser estimada com mais precisão. Em 1973, uma análise a partir dos diversos métodos utilizados para calcular a distância à nebulosa alcançou a conclusão de 6 300 anos-luz. As estimativas mais recentes dão conta que sua distância em relação à Terra é de (6,5 ± 1,8) x 10³ anos-luz, o que equivale a (2,0 ± 0,5) kpc, e que está se expandindo a uma taxa de aproximadamente 1 500 quilômetros por segundo.
Seguindo cronologicamente de forma retrógrada e uniforme sua expansão, alcança-se uma data várias décadas após 1054, o que implica que a sua velocidade de expansão tem acelerado desde a explosão da supernova. Acredita-se que esta aceleração seja causada pela energia do pulsar, que de alguma forma interfere com o campo magnético da nebulosa, que se expande e força seus filamentos em direção ao espaço vazio.
A quantidade de matéria contida nos filamentos da Nebulosa do Caranguejo, ou seja, a massa de material ejetado de gás ionizado e neutro, formado principalmente por hélio, é estimada em (4,6 ± 1,8) massas solares. Um dos muitos componentes, ou anomalias, da Nebulosa do Caranguejo, é um toro rico em hélio, visível como uma faixa de leste para oeste, cruzando aparentemente a região do pulsar. O toro compõe cerca de 25% do material ejetado visível e é composto por cerca de 95% de hélio. Ainda não há nenhuma explicação plausível para sua estrutura ou para a formação desse toro.

## Estrela central

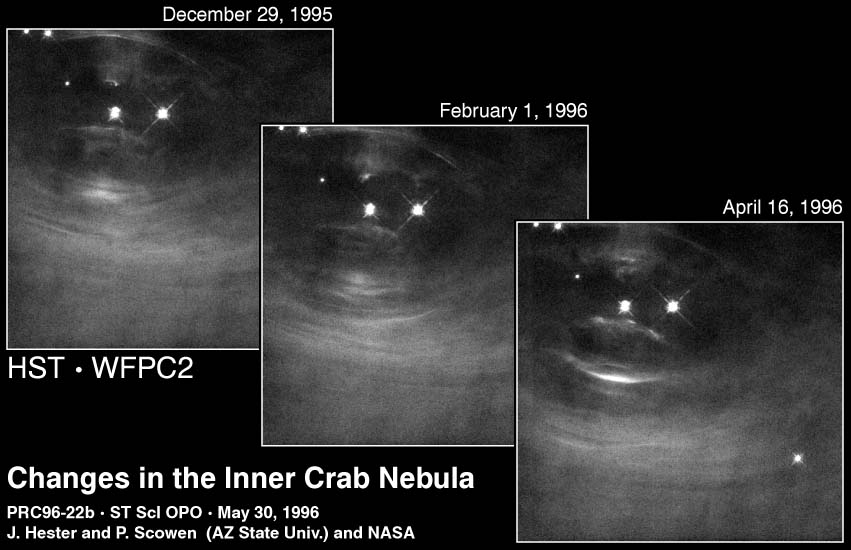
Esta seqüência de imagens do Telescópio Espacial Hubble mostra características do interior da Nebulosa do Caranguejo mudando em um período de quatro meses. Crédito: NASA/ESA.

No centro da nebulosa há duas estrelas pálidas, uma das quais é a estrela responsável pela existência da nebulosa. A estrela foi identificada em 1942, quando Rudolf Minkowski descobriu que seu espectro óptico era extremamente incomum. Descobriu-se em 1949 e em 1963 que a região ao redor da estrela é uma intensa fonte de ondas de rádio e de raios-X, respectivamente. A estrela central foi identificada como um dos objetos mais brilhantes do céu em raios gama em 1967. No ano seguinte, descobriu-se que a estrela emite sua radiação em pulsos rápidos, tornando-se um dos primeiros pulsares a ser descoberto.[carece de fontes?]
Os pulsares são fontes de radiação eletromagnética intensa, emitida em pulsos curtos e extremamente regulares. Eram um grande mistério quando foram descobertos em 1967 e a equipe que o identificou considerou a possibilidade de que o objeto poderia ser um sinal de uma civilização avançada. No entanto, a descoberta de uma fonte de rádio pulsante no centro da nebulosa foi uma forte evidência de que os pulsares eram formadas por explosões de supernovas. São atualmente entendidos como estrelas de nêutrons, cujo intenso campo magnético concentra suas emissões de radiação em feixes estreitos em seus polos magnéticos.[carece de fontes?]
Acredita-se que o pulsar do Caranguejo tenha cerca de 28 a 30 km de diâmetro. Emite pulsos de radiação a cada 33 milissegundos, e são emitidos em comprimentos de onda que abrangem praticamente todo o espectro eletromagnético, desde as ondas de rádio aos raios gama. Como todos os pulsares, o seu período de rotação está diminuindo gradualmente. Ocasionalmente, o seu período de rotação passa mudanças bruscas, conhecidas como "falhas", que se acredita serem causadas por um realinhamento repentino da massa da estrela de nêutrons, mudando seu momento de inércia e sua velocidade angular para que seu momento angular seja conservado. A energia liberada quando o pulsar desacelera é enorme e causa uma maior emissão da radiação síncrotron, que tem uma luminosidade total aproximadamente 75 000 vezes maior que a do Sol.
O fluxo extremo de energia do pulsar cria uma região incomumente dinâmica no centro da nebulosa. A maioria dos objetos astronômicos evolui tão lentamente que mudanças são visíveis somente em escalas de tempo de muitos anos, mas as partes internas da nebulosa apresentam mudanças em escalas de tempo de apenas alguns dias. A característica mais dinâmica na parte interior da nebulosa é o ponto onde o vento do pulsar encontra-se com o volume da nebulosa, formando uma onda de choque. A forma e a posição desta onda de choque mudam rapidamente, mostrando-se como uma série de manchas que se concentram, brilham, em seguida, esmaecem e desaparecem à medida que se afastam do pulsar e para longe do corpo principal da nebulosa.[carece de fontes?]

## Estrela progenitora

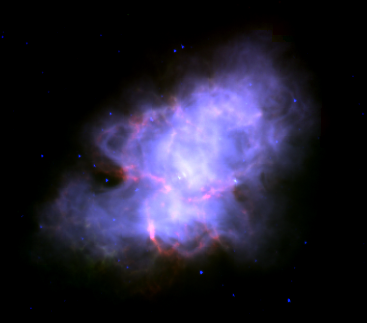
A Nebulosa do Caranguejo vista em infravermelho pelo Telescópio Espacial Spitzer.

A estrela que explodiu em uma supernova é conhecida como a estrela progenitora de tal supernova. Dois tipos de estrelas explodem como supernovas: anãs brancas e estrelas de grande massa. Nas chamadas supernovas Tipo Ia, os gases que caem sobre uma anã branca aumentam sua massa até que ela se aproxima de um nível crítico, o limite de Chandrasekhar, resultando em uma explosão. Nas supernovas tipo Ib e Ic e as supernovas Tipo II, a estrela progenitora é uma enorme estrela que fica sem combustível para alimentar suas reações de fusão nuclear e desmorona sobre si mesma, atingindo temperaturas muito altas, causando a explosão. A presença de um pulsar na nebulosa significa que o sistema deve ter se formado a partir da explosão de uma supernova a partir de uma estrela de grande massa; explosões de anãs brancas não produzem pulsares.[carece de fontes?]
Os modelos teóricos de explosões de supernovas indicam que a estrela que explodiu e produziu a Nebulosa do Caranguejo deve ter tido uma massa de entre 9 e 11 massas solares. Acredita-se que estrelas com massa inferior a 8 massas solares são pequenas demais para produzir supernovas, e estas terminam seus ciclos de vida produzindo uma nebulosa planetária e uma anã branca, enquanto uma estrela mais massiva do que 12 massas solares teria produzido uma nebulosa com uma composição química diferente da observada na nebulosa.
Um problema significativo nos estudos da nebulosa é que a massa combinada da nebulosa e do pulsar é consideravelmente menor do que a massa predita da estrela-mãe, e a "massa faltante" continua uma questão em aberto. As estimativas da massa total da nebulosa são feitas através da medição da quantidade total de luz emitida e o cálculo da massa requerida para tal, dadas a temperatura e a densidade da nebulosa. As estimativas variam entre 1 a 5 massas solares; o valor geralmente aceito situa-se entre 2 a 3 massas solares. A massa da estrela de nêutron é estimada entre 1,4 e 2 massas solares. A teoria predominante que tenta explicar a massa perdida da nebulosa diz que uma proporção significativa da massa da estrela progenitora foi perdida antes da supernova por meio de vento estelar. No entanto, isto teria criado um invólucro de matéria gasosa ao redor da nebulosa. Apesar das tentativas de encontrar tal invólucro terem sido feitas através da detecção de vários comprimentos de onda diferentes do espectro eletromagnético, até agora não foi encontrado nada.

## Trânsitos por corpos do Sistema Solar

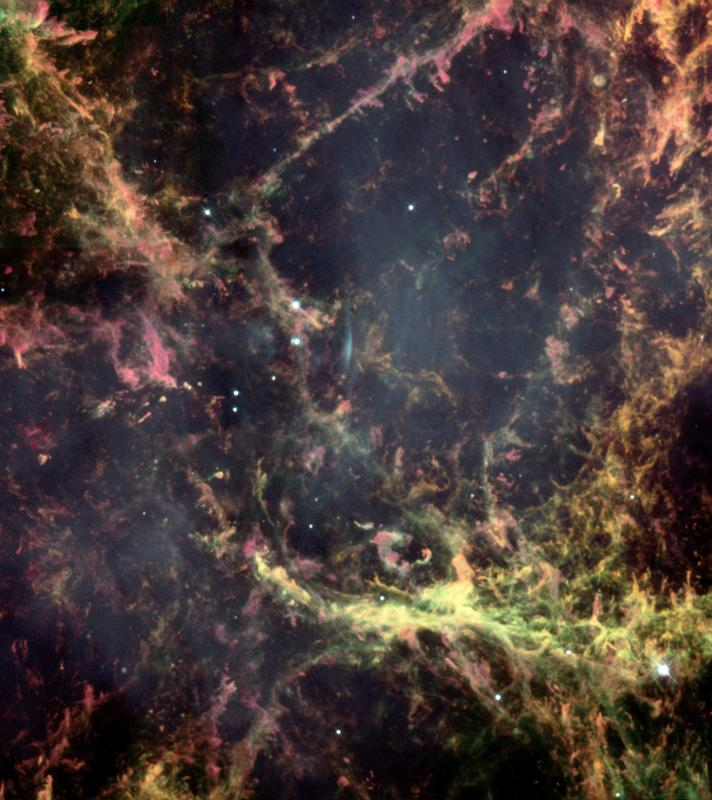
Imagem do Telescópio Espacial Hubble de uma pequena região da Nebulosa do Caranguejo, mostrando sua intrincada estrutura filamentar. Crédito: NASA/ESA.

A Nebulosa do Caranguejo encontra-se cerca de 1,5° de distância da eclíptica, o plano da órbita da Terra em torno do sol. Isto significa que a Lua e, ocasionalmente, os planetas podem transitar ou ocultar a nebulosa. Embora o Sol não transite a nebulosa, sua coroa passa em frente. Esses trânsitos e ocultações podem ser usados para analisar tanto a nebulosa quanto o objeto que passa em frente a ela, observando como a radiação da nebulosa é alterada pelo objeto em trânsito.[carece de fontes?]
Os trânsitos lunares têm sido usados para mapear as emissões de raios X da nebulosa. Antes do lançamento de satélites de observação de raios X, como o observatório de raios-X Chandra, as observações de raios X geralmente tinham resolução angular bastante baixa. Contudo, quando a Lua passa em frente à nebulosa, a posição da fonte de raios X é perfeitamente determinada e, assim, as variações no brilho da nebulosa podem ser usadas para criar mapas de emissão de raios X do objeto. Quando os raios X foram observados na nebulosa pela primeira vez, ainda na década de 1960, foi utilizada uma ocultação lunar para determinar a localização exata de sua fonte.
A coroa solar passa em frente à nebulosa a cada junho. As variações nas ondas de rádio recebidas da nebulosa neste momento podem ser usadas para inferir informações sobre a densidade e a estrutura da coroa. As primeiras observações estabeleceram que a coroa se estendia a distâncias muito maiores do que se pensava anteriormente. Observações posteriores descobriram que a coroa continha variações significativas de densidade.
Muito raramente, Saturno transita a Nebulosa do Caranguejo. Seu trânsito em 2003 foi a primeira desde 1296, e outro não ocorrerá antes de 2267. Astrônomos usaram o Observatório de raios X Chandra para observar o satélite de Saturno Titã, que cruzou a nebulosa, e descobriu-se que a "sombra" de Titã em raios X foi maior do que sua superfície sólida, devido à absorção de raios X em sua atmosfera. Essas observações mostraram que a espessura da atmosfera de Titã é de 880 quilômetros. O trânsito de Saturno em si não pode ser observado, pois Chandra estava passando pelos cinturões de Van Allen na época.[carece de fontes?]